# شیفا گردی
شیفا گردی (کردی: شیفا گەردی,Şîfa Gerdî)، (زاده ۱۹۸۶ - درگذشته ۲۵ فوریه ۲۰۱۷) یک خبرنگار زن شبکه خبری کردی روداو بود. شیفا گردی از کردهای عراقی بود که در سال ۱۹۸۶ در ایران به دنیا آمد. او در رشته روزنامه‌نگاری از دانشگاه صلاح‌الدین در اربیل فارغ‌التحصیل شد. خانم گردی فعالیت روزنامه‌نگاری خود را در سال ۲۰۰۶ آغاز کرد و از زمان شروع به کار شبکه خبری روداو به این مؤسسه پیوست. وی در روز یکشنبه ۲۵ فوریه ۲۰۱۷ میلادی سن ۳۰ سالگی در جریان پوشش جنگ در اثر انفجار یک بمب کنار جاده‌های در جنوب غرب موصل کشته شد.